# 天然高分子
天然高分子（natural polymers），又稱天然聚合物，是没有经过人工合成的，天然存在于动物、植物和微生物内的大分子有机化合物。常見的天然聚合物有多糖、橡膠、樹脂等。人類在19世紀開始，運用天然聚合物製作塑料及纖維等。